# Daejeo-dong
Daejeo-dong (koreanska: 대저동) är en stadsdel i staden Busan i den sydöstra delen av Sydkorea, 300 km sydost om huvudstaden Seoul. Den ligger på västra sidan av floden Nakdong i stadsdistriktet Gangseo-gu. Busans flygplats, Gimhae International Airport, ligger i Daejeo-dong. 

## Indelning
Administrativt är Daejeo-dong indelat i:
| Namn    | Namn              | Yta km² | Invånare 31 dec 2018 |
| ------- | ----------------- | ------- | -------------------- |
| 대저1동 | Daejeo 1(il)-dong | 17,73   | 6 638                |
| 대저2동 | Daejeo 2(i)-dong  | 29,26   | 7 072                |